# Mitsubishi Starion
La Mitsubishi Starion è un'autovettura sportiva a trazione posteriore e motore anteriore prodotta dalla casa automobilistica giapponese Mitsubishi dal 1982 al 1989.

## Nome
Mitsubishi dichiara che il nome sia un'abbreviazione di "Star of Orion", un'unione quindi di "Star" (stella) "of Orion" (di Arione). 
La copertina della brochure di vendita della Starion di Maggio 1982 conteneva il testo: "the name STARION — derived from the combination of star and Arion, Hercules' horse in Greek mythology, symbolizes a sense of the universe, and of power and high performance."

## Caratteristiche
La Starion ha il motore anteriore e la trazione posteriore (Layout FR). L’auto utilizza sospensione MacPherson e barra antirollio montati davanti e dietro. Il telaio è stato ripreso dalla Lambda, precedente coupé della Mitsubishi.
Il Cx è di 0,32.
Fu inoltre una delle prime sportive giapponesi turbocompresse dotate di iniezione elettronica.

## Panoramica

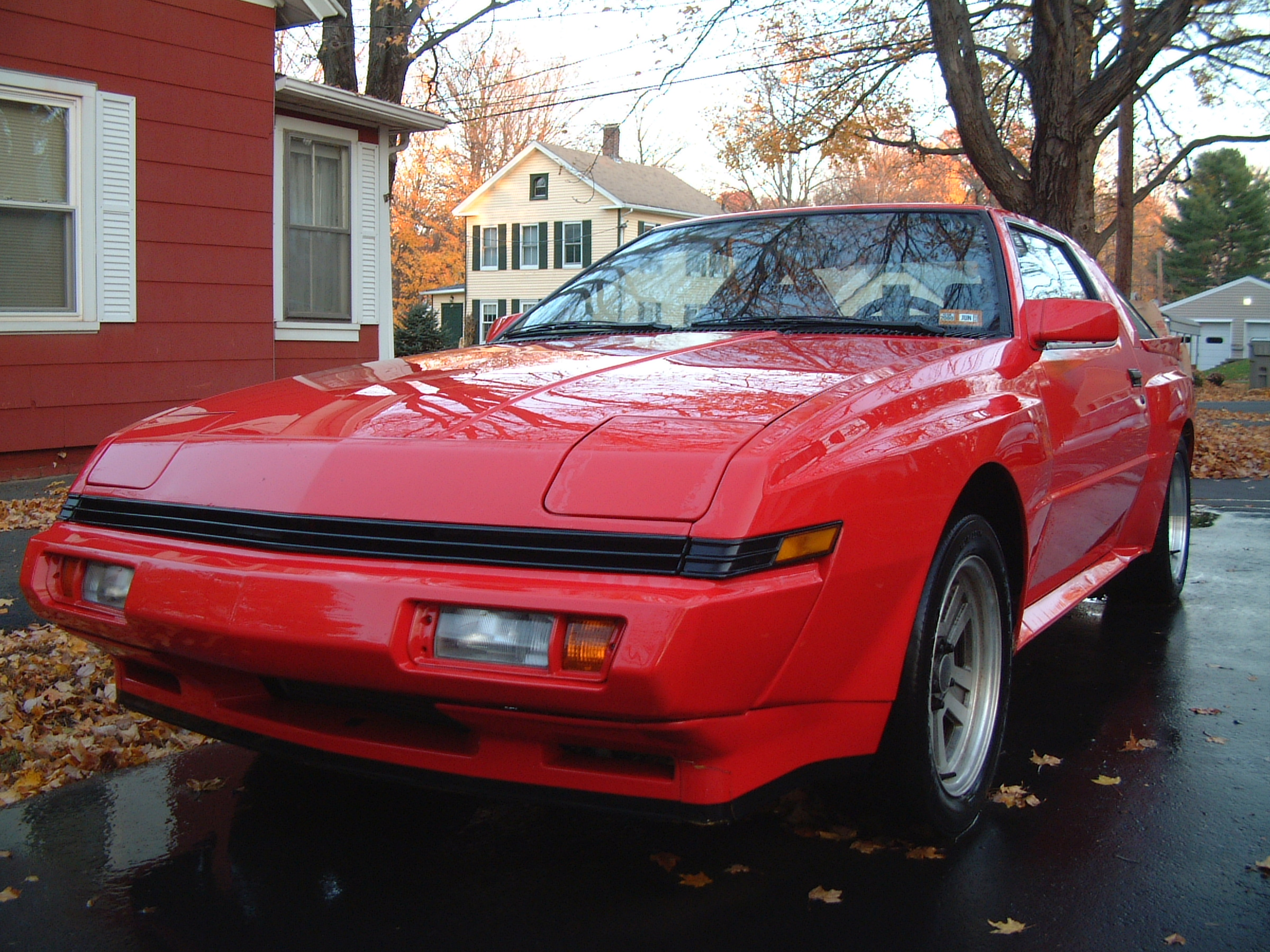
Chrysler Conquest del 1987

Mitsubishi commercializzò la Starion nel 1982, in un periodo in cui erano disponibili varie grand tourer giapponesi, quali: Subaru XT, Mazda RX-7, Toyota Supra, Isuzu Piazza, Honda Prelude e Nissan 300ZX.
Per il mercato Nord Americano, varie versioni della Starion vennero commercializzate sotto altri marchi: Plymouth, Dodge, Chrysler.
Fino alla model year 1985.5 erano disponibili due versioni: narrowbody (parafanghi normali) e widebody (parafanghi allargati), ma per via di tasse aggiuntive in Giappone, la widebody dopo il restyling del 1985 venne tolta dal commercio e venne offerta solo la narrowbody, che, nel 1988 venne portata da 1685 mm a 1735 mm.
Oltre ai parafanghi, ciò che differenziava le narrowbody dalle widebody era che queste ultime erano dotate anche di intercooler e potenza maggiore. 

## Versioni
Nel corso degli anni dal 1982 al 1989 sono state realizzate varie versioni per diversi mercati:

### Europeo
Motore G63B da 2,0 litri con turbocompressore MHI TC06-11A e G54B da 2,6 litri con turbocompressore TD05-12A per la versione GSR-VR.
- EX II: Turbocompressa e flatbody
- EX: Versione di lusso
- Turbo: Versione base

Con la differenza di quelli australiani, molti modelli erano disponibili sia in versione narrowbody che widebody.

## Attività sportiva

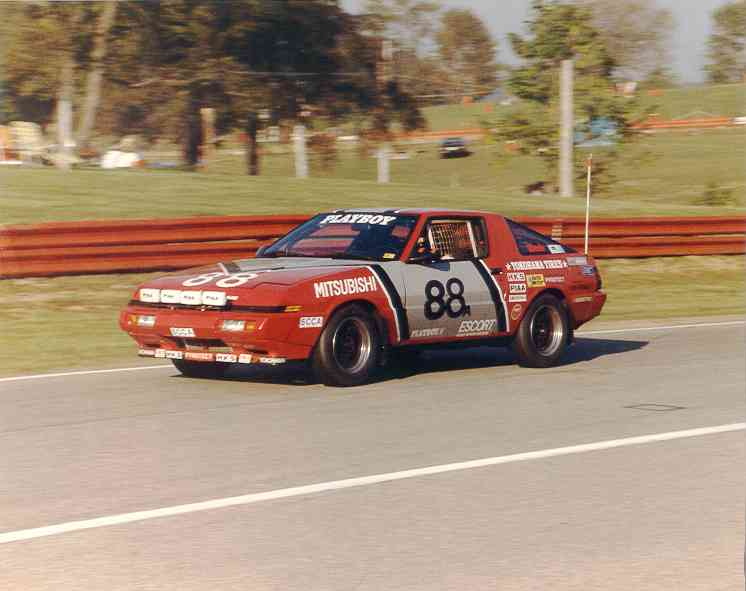
Gara endurance SCCA/Playboy del 1985, dove il team Mitsubishi si qualificò primo

La Starion corse in varie discipline, tra cui il Gruppo A e il Gruppo N, dove ottenne i risultati migliori. Ottenne risultati degni di nota anche in varie gare endurance.

### Starion 4WD

#### Panoramica
La RallyArt, con base nel Regno Unito, era la divisione che si occupava della preparazione delle vetture da corsa per il mondiale rally, e fu la responsabile per lo sviluppo della Starion 4WD, che sarebbe stata impiegata nel Gruppo B.

#### Aspetto tecnico
In una prima fase, la Starion 4WD utilizzava una versione rivista del 2.0 L turbo con intercooler e sistema di iniezione controllato elettronicamente. Anche se, la casa aveva in programma di utilizzare una versione del Sirius presentato al salone di Tokyo nel 1983, con l'obbiettivo di raggiungere i 350 CV.

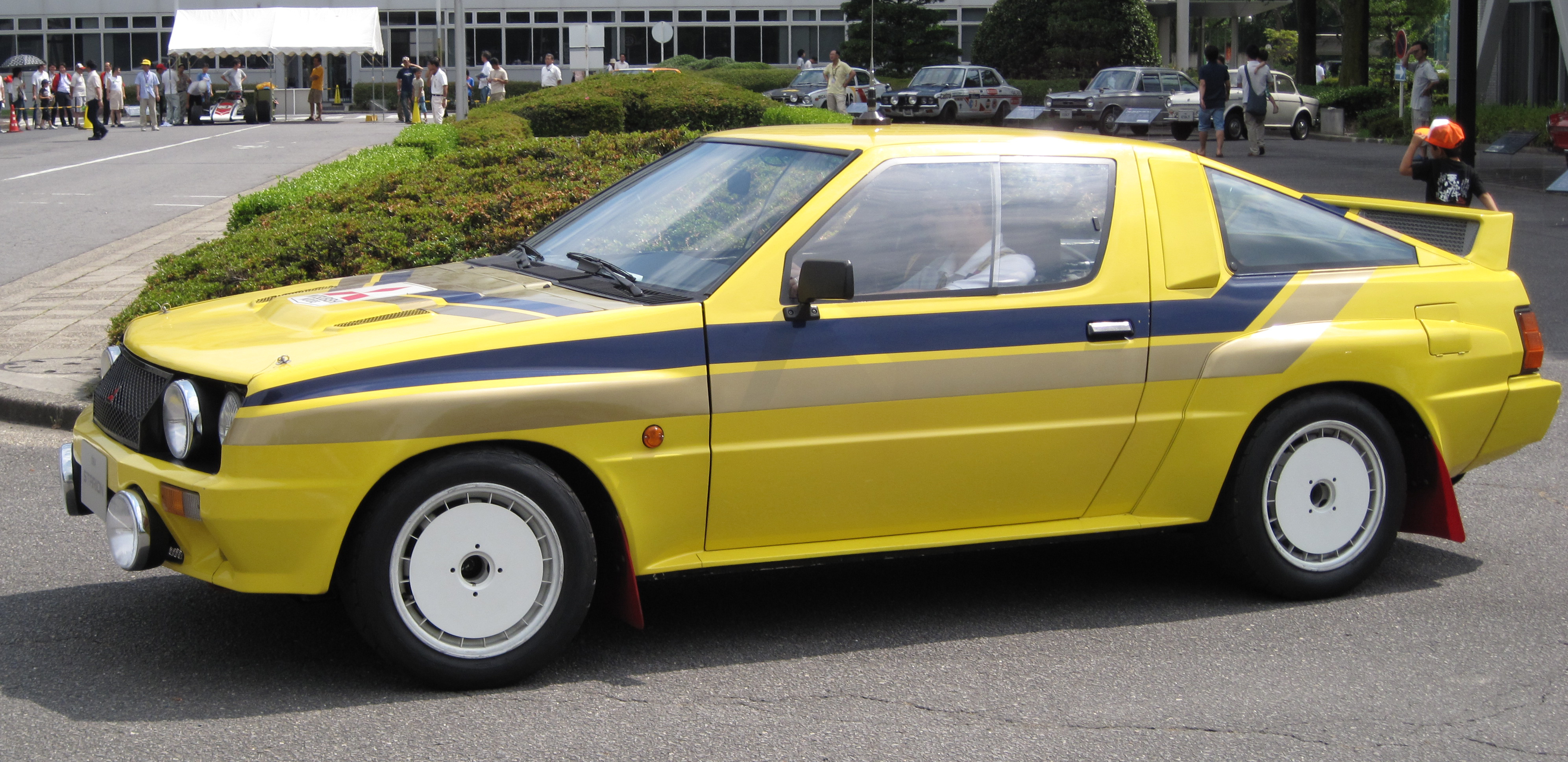
Starion 4WD Gruppo B

Questo motore aveva una testa con 3 valvole per cilindro. due per l'ingresso, di cui una sempre operativa e l'altra controllata elettronicamente per entrare in funzione dai 2500 giri in poi. L'iniezione era gestita da un sistema Bosch EFI. La cosa interessante è che la potenza era trasferita alla stessa unità a 5 rapporti con doppio piatto della versione a trazione posteriore, ma rinforzata con elementi derivanti dalla Pajero. Questo rendeva necessaria la presenza di un secondo albero che inviasse nuovamente la trazione anche alle ruote anteriori.

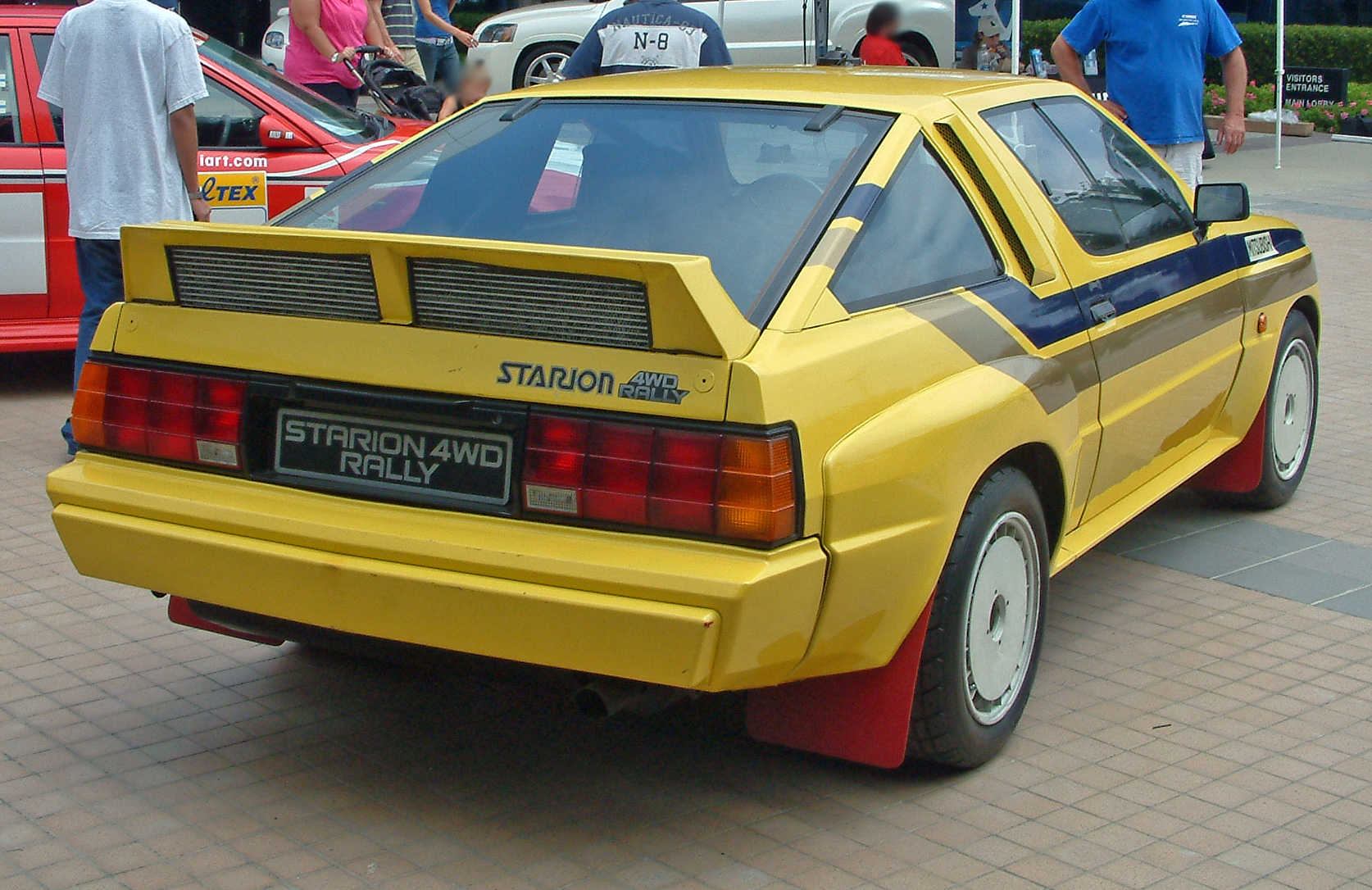
Vista posteriore della Starion 4WD

#### Impiego sportivo
Il progetto aveva caratteristiche molto semplici e contrastava la tendenza di creare corpi vettura molto rastremati con potenze spesso difficili da gestire. Purtroppo, l'auto, che portava in campo concetti molto innovativi, non raggiunse mai le aspettative a cui la casa aspirava per lei. Prese parte a aventi come il Milles Piste Rally nel 1984 e il rally Hong Kong - Pechino del 1986. L'omologazione ufficiale della Starion Gruppo B prevedeva l'ingresso della casa nel Lombard RAC rally nel novembre del 1986. Il progetto, in seguito, fu abbandonato per le modifiche nei regolamenti di questa categoria.